# 南巫
《南巫》（英語：The Story of Southern Islet）是一部2020年馬來西亞文艺电影。故事講述1987年，馬泰邊界的象嶼山村落，丈夫和鄰居爭吵後，突然被下降頭，口吐血釘，妻子被迫四處奔波於各種民間信仰，以拯救性命垂危的丈夫。
本片由張吉安執導、編劇和演出，在第57屆金馬獎獲得最佳新导演，入圍最佳原著剧本；金馬影展「國際影評人費比西獎」、NETPAC奈派克亞洲電影評審團獎和亞洲電影觀察團推薦獎；本片也在第12屆中國青年電影手冊獲得2020年度新導演獎和年度華語十佳電影獎。
本片於2021年4月1日在台灣上映，馬來西亞地區尚未在院線上映。

## 簡介
1980年代末的马来西亚，从南马嫁到北马吉打州的阿燕（吴俐璇饰）与丈夫阿昌（徐世顺 饰）一家四口居住在象屿山下的稻田村落。某日，丈夫阿昌与暹罗裔邻居（蔡宝珠 饰）发生争执，不久后阿昌在光天化日下，血光大作，跪地吐血，还吐出生锈铁钉，疑是被下降头。对民间信仰半信半疑的阿燕，被迫四处疲于寻医求治患上怪病的丈夫，这片土地的有各种信仰，是谁在背后操弄？阿燕能否救回丈夫？

## 剧情
1987年的马来西亚，出身南马新山的阿燕（吴俐璇），与信教虔誠的丈夫阿昌（徐世顺饰）育有兩子，並居住在北马吉打州象屿山下的稻田村落。某夜，暹罗裔邻居阿南不滿阿昌不小心砸破其屋子，於是對阿昌一家人發怒，旋即便在外出途中發生車禍而亡，傷心欲絕的阿南母親——Kaew姨（蔡宝珠饰）便對阿昌下降头。
幾日後，阿昌在捕魚時突然昏厥，被村民扛回家，且因身體不適而不斷嘔吐，更吐出了生锈的铁钉，令人費解。在求醫無果的情況下，对民间信仰半信半疑的阿燕，被迫到處求神問卜、奔波救夫，經過拿督公的開示，便來到象屿山向山神娘娘祈求。一名神秘女子在洞穴裡向阿燕娓娓道來山神娘娘——珂娘的生平，不僅解釋了珂娘的善意，也道盡珂娘終身困在異地的心境。
阿昌病重數月，屢試屢敗的阿燕，透過隱身退役的暹罗巫師所傳遞的解降方法，在住家旁的大樹作法，最終發現阿昌被偷去巫降的衣物，並藉由珂娘的幫助出海，用拿督公神像鎮住遭巫降的物品，一同扔入海中。

## 演员列表
- 吴俐璇 饰演 阿燕
- 蔡宝珠 饰演 Kaew姨
- 云镁鑫 饰演 珂娘山神
- 徐世顺 饰演 阿昌
- 邓壹龄
- 王宏禾
- 戴维恆
- 管國興
- 丘冠南

## 制作、发行
导演张吉安是前爱FM主播和乡音考古工作者，本片是其第一部编剧与执导的长片作品。本片改编自张吉安的童年往事，在家乡吉打州发生的一段降头事件，主要呈现马泰边界，各民族的民间信仰和巫术，包括象屿山神、暹罗巫降、鬼仔、田伯爷与拿督公等。
本片于2018年金马创投会议，获得内容物数奖。主演有马来西亚演员蔡宝珠、吴俐璇、云镁鑫、徐世顺、邓壹龄。本片于2019年11月在吉打州展开一个月左右的拍摄，包括主要场景的象屿山、吉打港口、十字港、唐人街及三達門仙師壇，并采用当地近百名群众演员演出。
本片的主题曲《出山关》，由云镁鑫演唱，由王思涵作曲，张吉安作词。
2021年8月，電影疑似在國際影展線上放映時，慘遭無良的網民盜錄下載，傳遍中國各大非法電影網頁。

## 獎項及提名
本片已在各地许多电影节播映。本片于2020年11月16日在金马影展首映。本片在于2020年11月颁发的第57届金馬獎入围2个奖项，包括最佳新导演和最佳原著剧本，并获得最佳新导演。本片當時也获得三个金马賽外奖：國際影評人費比西獎（Prix FIPRESCI）、奈派克獎（NETPAC）、亞洲電影觀察團推薦獎。
| 類別                           | 頒獎日期       | 獎項                   | 名字     | 結果 | 參考                 |
| ------------------------------ | -------------- | ---------------------- | -------- | ---- | -------------------- |
| 金馬創投會議                   | 2018年11月15日 | 內容物數位電影獎       | 《南巫》 | 獲獎 | [ 11 ] [ 12 ]        |
| 金馬影展                       | 2020年11月18日 | 奈派克獎               | 《南巫》 | 獲獎 | [ 13 ] [ 14 ] [ 15 ] |
| 金馬影展                       | 2020年11月18日 | 亞洲電影觀察團推薦獎   | 《南巫》 | 獲獎 | [ 13 ] [ 14 ] [ 15 ] |
| 金馬影展                       | 2020年11月20日 | 國際影評人費比西獎     | 《南巫》 | 獲獎 | [ 16 ]               |
| 金馬獎                         | 2020年11月21日 | 最佳新导演             | 張吉安   | 獲獎 | [ 17 ]               |
| 金馬獎                         | 2020年11月21日 | 最佳原著剧本           | 張吉安   | 提名 | [ 17 ]               |
| 中國青年電影手冊               | 2021年3月28日  | 年度華語十佳影片       | 《南巫》 | 獲獎 | [ 18 ]               |
| 中國青年電影手冊               | 2021年3月28日  | 年度新導演             | 張吉安   | 獲獎 | [ 18 ]               |
| 香港國際電影節火鳥大獎         | 2021年4月11日  | 國際影評人費比西獎     | 《南巫》 | 獲獎 |                      |
| 第25屆加拿大蒙特利爾奇幻電影節 | 2021年8月15日  | 加拿大影評人協會電影獎 | 《南巫》 | 獲獎 |                      |